# Acronicta sartorii
Acronicta sartorii är en fjärilsart som beskrevs av Hockm. Acronicta sartorii ingår i släktet Acronicta och familjen nattflyn. Inga underarter finns listade i Catalogue of Life.